# Ruta 78 (Uruguay)
La Ruta N.º 78 es una ruta de Uruguay.
Su trazado se extiende por los departamentos de San José y Florida.

## Recorrido y Estado de la carretera

### Tramo Paso de Belastiquí - Ruta 11
El primer tramo de esta carretera comienza en la zona conocida como Paso de Belastiquí, a orillas del río Santa Lucía, y toma sentido este-oeste hasta recorrer unos 5 km, para inmediatamente poyectarse hacia el norte con dirección a la localidad de Capurro y empalmar con la ruta 11.
Este tramo se encuentra bajo la jurisdicción municipal desde 1994. Presenta pavimento de tosca y una señalización vertical deficiente.

### Tramo Ruta 11 - Ruta 77
Este tramo que continúa al anterior comienza en el empalme con la ruta 11, recorre unos 2.5 km hacia el norte pasando la Estación Capurro, para luego proyectarse hacia el este, empalmar con la ruta 79,  cruzar el arroyo de la Virgen e ingresar al departamento de Florida donde finaliza su recorrido a la entrada a 25 de Agosto, en el empalme con la ruta 77.
Este tramo pertenece a la red vial terciaria. Presenta pavimento de tratamiento bituminoso, señalización vertical y horizontal regular a mala.

## Hoja de ruta
Puntos destacados según el kilometraje:
- km 000.000: Extremo sur: Paso Belastiquí (río Santa Lucía).
- km 016.300: Capurro
- km 017.000: Empalme con ruta 11,
  - al este: a Santa Lucía, Canelones, ruta 5 y Atlántida.
  - al oeste: a San José, ruta 3 y ruta 1.
- km 018.850: Estación Capurro.
- km 021.000: Empalme con ruta 79:
  - al norte: a Paso de los Gansos y camino UYSJ0291
  - al sur: a Ituzaingó y ruta 11.
- km 022.300: Arroyo de la Virgen (límite departamental San José-Florida).
- km 024.400  Extremo oeste: Empalme con ruta 77:
  - al norte: a Independencia, Cardal y ruta 76.
  - al sur: acceso a 25 de Agosto.